# Drive (film 2002)
Drive – japońska komedia obyczajowa z 2002 roku nakręcona przez Hiroyukiego Tanakę (pod pseud. Sabu). Ostatni film, w którym Tanaka powierzył główną rolę swojemu ulubionemu dotychczas aktorowi, Shin’ichiemu Tsutsumi.